# Amalda australis
Amalda australis är en snäckart som först beskrevs av G.B. Sowerby år 1830.  Amalda australis ingår i släktet Amalda och familjen Olividae. Inga underarter finns listade i Catalogue of Life.

## Bildgalleri

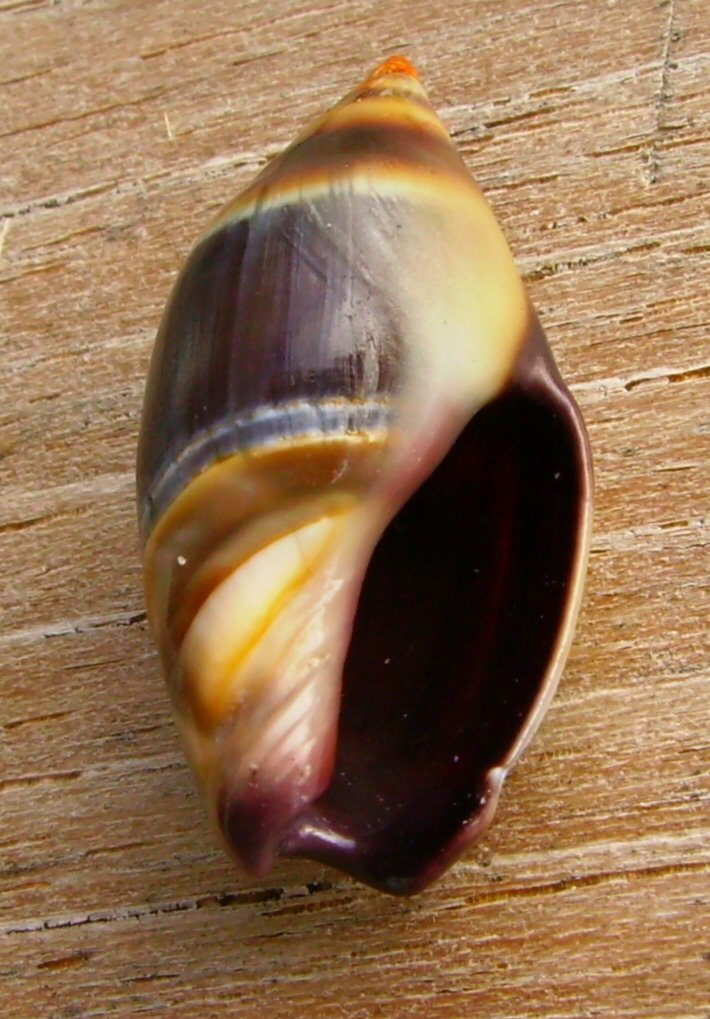